# Béla Kovács (homme politique, 1960)
Pour les articles homonymes, voir Béla Kovács.
Dans le nom hongrois Kovács Béla, le nom de famille précède le prénom, mais cet article utilise l’ordre habituel en français Béla Kovács, où le prénom précède le nom.
Béla Kovács, surnommé KGBéla, né le 25 février 1960 à Budapest, est un homme politique hongrois. Il est député européen de 2010 à 2019 et président-fondateur de l'Alliance européenne des mouvements nationaux. C'est un ancien membre du Jobbik, qu'il quitte en 2016. 
Il est connu pour ses liens très forts avec la Russie qui lui valent son surnom. En 2022, il est définitivement condamné pour espionnage au profit du régime russe. 

## Biographie
Béla Kovács naît en 1960 à Budapest. il est le fils d'un officier militaire soviétique puis élevé par une famille adoptive hongroise, information tenue secrète jusqu'en 2014.
Il affirme avoir travaillé entre 1988 et 2003 en Russie en tant que dirigeant de plusieurs entreprises, mais ses déclarations sont invérifiables selon Direkt36, qui n'a trouvé trace de lui dans aucun registre.
En 2005, il intègre le Jobbik, parti d'opposition d'extrême droite, en mettant en avant ses contacts au sein des sphères nationalistes polonaises — dont un homme politique qui sera plus tard arrêté pour espionnage au profit de la Russie. 
Il est le créateur et chef de file de l'Alliance européenne des mouvements nationaux, un parti politique d'extrême droite européen fondé en 2009.
En mai 2010, Béla Kovács devient député européen en remplacement de Zoltán Balczó, d'abord pour le Jobbik puis comme indépendant après qu'il a quitté le parti en 2016. Il est réélu député européen le 25 mai 2014 mais quitte son poste en 2017 après un scandale d'espionnage. Il met fin à sa carrière politique, s'installe en Russie et devient professeur à l'Institut d'État des relations internationales de Moscou.

## Liens avec la Russie et condamnation pour espionnage
Parmi les membres du Jobbik, il est considéré comme la personne ayant œuvré au rapprochement du parti avec la Russie. Dès sa jeunesse, il est proche des services secrets soviétiques, puis russes à partir du début des années 1990. Selon le média d'investigation VSquare, il est également en contact pendant un temps avec István Győrkös (en), militant néonazi et dirigeant du Front national hongrois, formé par le GRU russe. Le site avance qu'il pourrait être affilié au SVR. Les accusations d'espionnage le visant ainsi que ses liens présumés avec la Russie lui valent le surnom de « KGBéla ». 
Au printemps 2014, une procédure judiciaire est lancée contre Béla Kovács, soupçonné d'avoir transmis à la Russie, entre 2012 et 2014, des informations visant à fragiliser l'Union européenne, ayant trait à la politique énergétique, à l'organisation des élections européennes et à la politique hongroise. 
Cependant, selon VSquare, le contre-espionnage hongrois est dessaisi de l'enquête avant d'avoir pu la mener à son terme, au profit du Bureau du procureur. Peu de temps après, des détails classifiés du dossier de Béla Kovács fuitent dans le Magyar Nemzet, potentiellement diffusés par le camp Fidesz afin de handicaper le Jobbik, une semaine avant les élections européennes. Le journal révèle notamment que l'homme politique avait des rencontres secrètes régulières avec des diplomates russes et que sa femme travaillait pour le KGB, tout en étant mariée à plusieurs hommes en même temps. Quelques semaines plus tard, Index.hu confirme l'authenticité de ces informations et en diffuse d'autres qui permettent de prouver que les soupçons contre Béla Kovács sont justifiés. 
En 2017, il est condamné une première fois pour espionnage, bien qu'il affirme être innocent. Il est innocenté une première fois des accusations d'espionnage portées contre lui, en 2020. Cependant, ce jugement est annulé et l'affaire remonte jusqu'à la Curie de Hongrie (en) (Cour suprême), qui juge définitivement Béla Kovács coupable d'espionnage, fraude et falsification de documents, en 2022. En son absence, car il vit toujours à Moscou, il est condamné à 5 ans de prison et 10 ans de privation des droits civiques.